# Putovnica Grčke
Putovnica Grčke putna je isprava koja se državljaninima Grčke izdaje za putovanje i boravak u inozemstvu, kao i za povratak u zemlju. Za vrijeme boravka u inozemstvu, putna isprava služi za dokazivanje identiteta i kao dokaz o državljanstvu Grčke. Putovnica Grčke se izdaje za neograničen broj putovanja.
Grčka je država potpisnica Schengena, i prema tome građani Grčke mogu putovati u druge države EU s osobnom iskaznicom.

### Stranica s identifikacijskim podacima
- slika vlasnika putovnice
- tip ("P" za putovnicu)
- kod države
- serijski broj putovnice
- prezime i ime vlasnika putovnice
- državljanstvo
- nadnevak rođenja (DD. MM. GGGG)
- spol (M za muškarce ili F za žene)
- mjesto rođenja
- nadnevak izdavanja (DD. MM. GGGG)
- potpis vlasnika putovnice
- nadnevak isteka (DD. MM. GGGG)
- izdana od

## Jezici
Putovnica je ispisana grčkim i engleskim jezikom.

## Grčko državljanstvo
Prema Passport Indexu, 2023. godine grčka je putovnica na četvrtom mjestu svjetske ljestvice, dijeleći to mjesto s japanskom, kanadskom i australskom putovnicom. Svojim vlasnicima omogućuje ulazak bez viza u 126 zemalja.
Grčka nudi putovnice samo sadašnjim građanima. Kandidati moraju dokazati svoje grčko podrijetlo.
Za strance koji žele dobiti grčku putovnicu postoji program zlatne vize za Grčku, koji omogućuje bezvizni pristup schengenskom području i grčku boravišnu dozvolu. Nakon 7 godina boravka u Grčkoj, podnositelj zahtjeva može podnijeti zahtjev za državljanstvo.